# Ronny Keller
Ronny Keller (Volketswil, 6 ottobre 1979) è un ex hockeista su ghiaccio svizzero.

## Carriera
Ha giocato per tutta la sua carriera nei campionati svizzeri: in Lega Nazionale A con ZSC Zurigo (per l'ultima parte della stagione 1998-1999 e per l'intera stagione successiva), Kloten Flyers (dal 2000 al 2002), Langnau Tigers (per il relegation round del 2001-2002), Lausanne Hockey Club (dal 2002 alla prima parte della stagione 2004-2005) e Rapperswil-Jona Lakers (per il relegation round del 2010-2011 e l'ultime cinque giornate ed il relegation round 2011-2012); ed in Lega Nazionale B con Grasshopper (con cui aveva fatto anche le giovanili, dal 1997 al 1999), EHC Basel (nella seconda parte della stagione 2004-2005), HC Thurgau (con cui aveva disputato una stagione in Prima Lega, nel 2005-2006, guadagnando la promozione, rimanendo poi in maglia gialloverde fino al 2008), HC Sierre (dal 2008 al 2011).
A partire dalla stagione 2011-2012 era tornato all'HC Thurgau. Da lì è andato in prestito, per l'ultima parte della stagione 2012-2013, ad un'altra squadra della Lega Nazionale B, l'EHC Olten
Durante un incontro con il Langenthal fu vittima di una carica molto violenta da parte del difensore avversario Stefan Schnyder. L'intervento provocò la rottura della quarta vertebra toracica, che causò la paralisi totale degli arti inferiori.

## Palmarès

### Club
- Campionato svizzero: 1

ZSC Zurigo: 1999-2000